# Гуго Юрі
Гуго Юрі (нім. Hugo Jury; 13 липня 1887, Ротмюль, Моравія — 9 травня 1945, Цветль) — партійний діяч НСДАП, гауляйтер і рейхсштатгальтер Нідердонау (Нижній Дунай), обергруппенфюрер СС (21 червня 1943).

## Біографія
З 1908 року проходив добровільну службу в армії, але через рік був демобілізований через туберкульоз. У 1911 році закінчив медичний факультет німецького університету в Празі, 31 жовтня здобув ступінь доктора медицини. З січня 1913 року працював лікарем у Франкенфельсі. Наприкінці Першої світової війни був начальником табору для полонених офіцерів. З 15 січня 1919 року працював лікарем-фахівцем по туберкульозу в Санкт-Пельтені.
15 лютого 1931 року вступив у НСДАП (квиток № 410 338). З 1932 року — керівник фракції НСДАП в Муніципальній раді Австрії. Після заборони нацистської партії в Австрії був поміщений у в'язницю, потім перебував у таборі для інтернованих в Веллерсдорфе. 30 липня 1936 був відпущений. З 1936 по 1938 рік був заступником земельного керівника НСДАП в Австрії. 26 лютого 1938 року призначений державним радником, 12 березня вступив у СС (посвідчення № 292 777). 11-13 березня 1938 року був міністром соціального управління в уряді Артура Зейсс-Інкварта.
21 травня 1938 року призначений гауляйтером Нідердонау. У 1938 році був обраний депутатом рейхстагу. 15 березня 1940 призначений рейхсштатгальтером Нідердонау. 1 січня 1942 року був зарахований в Штаб рейхсфюрера СС. З 16 листопада 1942 року — імперський комісар оборони Нідердонау. З 15 червня 1943 року — уповноважений Імперського комісара з питань консолідації німецького народу в Нідердонау.
1 травня 1945 року в своїй прокламації закликав до подальшої боротьби з «більшовицькою чумою» і присягнув на вірність новому уряду Деніца. У Яідгофі очолив невеликий загін фольксштурму, озброєний карабінами і фаустпатронами, щоб перешкодити наступу Червоної армії. В ніч з 8 на 9 травня 1945 наклав на себе руки (застрелився).

## Нагороди
- Почесний кут старих бійців
- Кільце «Мертва голова»
- Почесна шпага рейхсфюрера СС
- Медаль «У пам'ять 13 березня 1938 року»
- Золотий партійний знак НСДАП (30 січня 1939)
- Орден крові
- Золотий почесний знак Гітлер'югенду з дубовим листям (2 липня 1941)
- Почесний знак «За турботу про німецький народ» 1-го ступеня
- Хрест Воєнних заслуг 2-го і 1-го класу